# 트리니다드물쥐
트리니다드물쥐(Nectomys palmipes)는 비단털쥐과 남아메리카물쥐속에 속하는 반수생 설치류이다. 트리니다드의 섬과 대륙 쪽의 베네수엘라 근처에서 발견된다.